# Goran Obradović (cầu thủ bóng đá, sinh 1986)
Goran Obradović (Serbian Cyrillic: Горан Обрадовић; sinh 25 tháng 12 năm 1986), là một cầu thủ bóng đá Serbia. Hiện tại anh thi đấu cho AC Tripoli.
Trước đây anh thi đấu cho Mladi Radnik của Serbia.